# Lynn E. Stalbaum

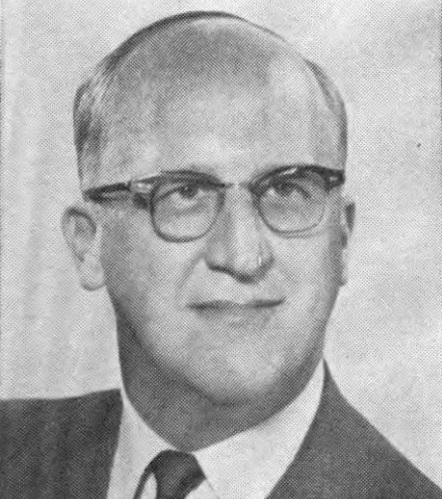
Lynn E. Stalbaum

Lynn Ellsworth Stalbaum (* 15. Mai 1920 bei Waterford, Racine County, Wisconsin; † 17. Juni 1999 in Bethesda, Maryland) war ein US-amerikanischer Politiker. Zwischen 1965 und 1967 vertrat er den Bundesstaat Wisconsin im US-Repräsentantenhaus.

## Werdegang
Lynn Stalbaum besuchte die öffentlichen Schulen seiner Heimat und danach bis 1936 die Racine County Agricultural School. Von 1936 bis 1944 arbeitete er für eine Außenstelle des  US-Landwirtschaftsministeriums im Racine County. Zwischen 1944 und 1946 diente er während der Endphase des Zweiten Weltkriegs in der US Navy. Nach dem Krieg verkaufte er zunächst Saatgut. Dann wurde er Sekretär und Finanzvorstand der Milchgenossenschaft im Racine County. Zwischen 1951 und 1964 war er Geschäftsführer der Firma Harmony Dairy Co. Politisch wurde Stalbaum Mitglied der Demokratischen Partei. In den Jahren 1954, 1958 und 1962 wurde er in den Senat von Wisconsin gewählt.
Bei den Kongresswahlen des Jahres 1964 wurde Stalbaum im ersten Wahlbezirk von Wisconsin in das US-Repräsentantenhaus in Washington, D.C. gewählt, wo er am 3. Januar 1965 die Nachfolge von Henry C. Schadeberg antrat. Da er bereits bei den nächsten Wahlen im Jahr 1966 wieder gegen Schadeberg verlor, konnte er bis zum 3. Januar 1967 nur eine Legislaturperiode im Kongress absolvieren. Diese Zeit war von den Ereignissen des Vietnamkrieges und der Bürgerrechtsbewegung geprägt. Im Jahr 1968 bewarb sich Stalbaum erfolglos um die Rückkehr in den Kongress. Zwischen 1968 und 1985 war er Berater einiger Milchgenossenschaften und einiger Stromerzeuger. Er zog nach Bethesda in Maryland, wo er im Juni 1999 verstarb.